# Эбро (Флорида)
Эбро (англ. Ebro) — небольшой город (таун), расположенный в округе Вашингтон (штат Флорида, США) с населением в 250 человек по статистическим данным переписи 2000 года.

## География
По данным Бюро переписи населения США, Эбро имеет общую площадь в 8,03 квадратных километров, водных ресурсов в черте населённого пункта не имеется.
Эбро расположен на высоте 23 м над уровнем моря.

## Демография
По данным переписи населения 2000 года в Эбро проживало 250 человек, 63 семьи, насчитывалось 102 домашних хозяйств и 116 жилых домов. Средняя плотность населения составляла около 31,13 человек на один квадратный километр. Расовый состав населённого пункта распределился следующим образом: 73,60 % белых, 3,60 % — чёрных или афроамериканцев, 6,40 % — коренных американцев, 0,40 % — выходцев с тихоокеанских островов, 15,60 % — представителей смешанных рас, 0,40 % — других народностей. Испаноговорящие составили 4,40 % от всех жителей
Из 102 домашних хозяйств в 33,3 % воспитывали детей в возрасте до 18 лет, 47,1 % представляли собой совместно проживающие супружеские пары, в 10,8 % семей женщины проживали без мужей, 38,2 % не имели семей. 32,4 % от общего числа семей на момент переписи жили самостоятельно, при этом 9,8 % составили одинокие пожилые люди в возрасте 65 лет и старше. Средний размер домашнего хозяйства составил 2,45 человек, а средний размер семьи — 3,10 человек.
Население города по возрастному диапазону по данным переписи 2000 года распределилось следующим образом: 23,2 % — жители младше 18 лет, 12,0 % — между 18 и 24 годами, 29,2 % — от 25 до 44 лет, 27,6 % — от 45 до 64 лет и 8,0 % — в возрасте 65 лет и старше. Средний возраст жителей составил 36 лет. На каждые 100 женщин в Эбро приходилось 98,4 мужчин, при этом на каждые сто женщин 18 лет и старше приходилось 102,1 мужчин также старше 18 лет.
Средний доход на одно домашнее хозяйство составил 28 750 долларов США, а средний доход на одну семью — 40 833 доллара. При этом мужчины имели средний доход в 33 333 доллара США в год против 25 208 долларов среднегодового дохода у женщин. Доход на душу населения составил 28 750 долларов в год. 20,6 % от всего числа семей в населённом пункте и 21,0 % от всей численности населения находилось на момент переписи населения за чертой бедности, при этом 22,6 % из них были моложе 18 лет и 25,0 % — в возрасте 65 лет и старше.